# 那馬県
那馬県（なま-けん）とは中華民国時代に広西省に存在した県。中華人民共和国成立後も踏襲され、1951年に行政区画整理に伴い隆山県と合併し馬山県となった。

## 歴史
1425年（洪熙元年）、明朝により県域に那馬、定羅の2堡が設置された。1528年（嘉靖7年）には那馬、定羅の2土巡司に改編された。清代は基本的に明代の行政区画を踏襲したが、1876年（同治6年）に那馬土司が那馬庁に改編されている。
1912年（民国元年）、那馬庁と定羅土司が統合され那馬県が誕生した。
1951年、隆山県と合併し馬山県と改編される。